# Lithocarpus variolosus
Lithocarpus variolosus (Franch.) Chun – gatunek roślin z rodziny bukowatych (Fagaceae Dumort.). Występuje naturalnie w Wietnamie oraz południowych Chinach (w południowo-zachodnim Syczuanie i północno-zachodnim Junnanie). 

## Morfologia
PokrójZimozielone drzewo dorastające do 20 m wysokości.
LiścieBlaszka liściowa jest nieco skórzasta i ma kształt od owalnego do eliptycznie owalnego lub lancetowatego. Mierzy 6–15 cm długości oraz 3–5 cm szerokości, jest całobrzega, ma klinową nasadę i spiczasty wierzchołek. Ogonek liściowy jest nagi i ma 10 mm długości.
OwoceOrzechy o kulistym kształcie, dorastają do 10–20 mm długości i 12–26 mm średnicy. Osadzone są pojedynczo w miseczkach w kształcie kubka, które mierzą 6–18 mm długości i 15–25 mm średnicy. Orzechy otulone są w miseczkach do 50–90% ich długości.

## Biologia i ekologia
Rośnie w lasach mieszanych. Występuje na wysokości od 2500 do 3000 m n.p.m. Kwitnie od maja do lipca, natomiast owoce dojrzewają od lipca do września.